# Bon week-end Mickey
Bon week-end Mickey (Good Morning, Mickey!) est une série télévisée diffusée à partir du 18 avril 1983 sur Disney Channel. Il s'agit de la première émission à avoir été diffusée sur la chaîne. C'est une compilation de courts-métrages d'animation Disney. Les dessins-animés avec Mickey Mouse constituaient la majorité du programme, avec d'autres personnages comme Dingo, Donald Duck, Tic et Tac, Pluto, et bien d'autres. L'émission était diffusée tous les jours à 7 h 0 du matin, étant la première émission de la journée. Un programme similaire sera créé plus tard : Donald Duck Presents (en). Good Morning, Mickey! a été remplacé par Mickey's Mouse Tracks (en) en 1992,.
En France, l'émission a été diffusée sous le titre Bon week-end Mickey du 26 janvier 1985 au 3 janvier 1987dans l'émission Le Disney Channel sur FR3.

## Épisodes
| #   | Titre 1                  | Titre 2                     | Titre 3                          | Titre 4                              |
| --- | ------------------------ | --------------------------- | -------------------------------- | ------------------------------------ |
| 001 | The Simple Things        | Boat Builders               | Dude Duck                        | Two-Gun Goofy                        |
| 002 | On Ice                   | Camp Dog                    | Mickey's Beckoned Sapphire       | How to Dance                         |
| 003 | Ferry's Freezy Day       | Pluto and the Gopher        | Out of Scale                     | Tennis Racquets                      |
| 004 | Thru the Mirror          | Pluto's Sweater             | Donald Applecore                 | Lion Down                            |
| 005 | The Band Concert         | Rescue Dog                  | Donald's Golf Game               | The Lone Chipmunks                   |
| 006 | Moose Hunters            | Cold Storage                | Up a Tree                        | Have to Have an Accident in the Home |
| 007 | Mickey's Parrot          | Lend a Paw                  | Donald's Vacation                | How to Sleep                         |
| 008 | Mickey's Garden          | Pluto's Heart Throb         | Working for Peanuts              | Goofy Gymnastics                     |
| 009 | The Pointer              | Window Cleaners             | All in a Nutshell                | The Big Wash                         |
| 010 | Symphony Hour            | Bone Trouble                | Fire Chief                       | Two Chips and a Miss                 |
| 011 | Mickey's Circus          | Mail Dog                    | Three for Breakfast              | Motor Mania                          |
| 012 | Lonesome Ghosts          | Wonder Dog                  | Dragon Around                    | How to Ride a Horse                  |
| 013 | Mickey's Trailer         | Pests of the West           | The Hockey Champ                 | Chip an' Dale                        |
| 014 | Hawaiian Holiday         | Sheep Dog                   | Donald's Lucky Day               | Corn Chips                           |
| 015 | The Clock Watcher        | Cold Turkey                 | Modern Inventions                | Californy 'er Bust                   |
| 016 | Mickey's Birthday Party  | Pluto's Playmate            | Honey Harvester                  | The New Neighbor                     |
| 017 | Brave Little Tailor      | Pluto and the Zoo           | Rugged Bear                      | A Knight for a Day                   |
| 018 | Orphan's Benefit         | Plutopia                    | Bee on Guard                     | Beezy Bear                           |
| 019 | Elmer Elephant           | Bone Bandit                 | Wet Paint                        | Hockey Homecide                      |
| 020 | Mickey's Delayed Date    | Pluto's Purchase            | Sea Scouts                       | Pioneer Days                         |
| 021 | Moving Day               | The Purloined Pup           | Daddy Duck                       | Father's Day Off                     |
| 022 | The Worm Turns           | Cat Nap Pluto               | Self Control                     | How to Play Baseball                 |
| 023 | A Gentleman's Gentleman  | Baggage Buster              | Canvas Back Duck                 | The Cactus Kid                       |
| 024 | Cannie Caddy             | The Flying Jalopy           | They're Off                      | Donald Duck and the Gorilla          |
| 025 | Pluto and the Armadillo  | The Flying Squirrel         | Double Dribble                   | Donald's Ostrich                     |
| 026 | The Autograph Hound      | Primitive Pluto             | Let's Stick Together             | The Klondike kid                     |
| 027 | Donald's Off Day         | Puss Cafe                   | Hello Aloha                      | Cured Duck                           |
| 028 | Squatter's Rights        | Golden Eggs                 | Plane Crazy                      | Dumb Bell of the Yukon               |
| 029 | Food for Feudin'         | Old Sequoia                 | The Mail Pilot                   | Drip Dippy Donald                    |
| 030 | Billposters              | In Dutch                    | Lambert the Sheepish Lion        | Donald's Double Trouble              |
| 031 | The Nifty Nineties       | Chips Ahoy                  | The Olympic Champ                | The Trial of Donald Duck             |
| 032 | The Brave Engineer       | Donald's Dream Voice        | Shanghaied                       | Soup's On                            |
| 033 | Mickey's Fire Brigade    | Slide, Donald, Slide        | Building a Building              | Out on a Limb                        |
| 034 | The Country Cousin       | Donald's Diary              | Pluto's Party                    | Grand Canyonscope                    |
| 035 | Three Blind Mouseketeers | Donald's Snow Fight         | Two Weeks Vacation               | Crazy Over Daisy                     |
| 036 | Morris the Midget Moose  | Sea Salts                   | Touchdown Mickey                 | Donald's Tire Trouble                |
| 037 | Bath Day                 | Donald's Garden             | Pluto's Fledgling                | Lucky Number                         |
| 038 | Magician Mickey          | Sleepy Time Donald          | Hooked Bear                      | Donald's Dog Laundry                 |
| 039 | Springtime for Pluto     | Crazy with the Heat         | The Grasshoper and the Ants      | No Hunting                           |
| 040 | Bubble Bee               | Winter Storage              | Mickey's Steamroller             | Inferior Decorator                   |
| 041 | Pluto's Surprise Package | Foul Hunting                | Pigs is Pigs                     | Hook, Lion and Sinker                |
| 042 | Mother Pluto             | Trailer Horn                | The Dognapper                    | Donald's Dilemma                     |
| 043 | Mickey and the Seal      | Truant Officer Donald       | Pluto's Kid Brother              | Beach Picnic                         |
| 044 | Legend of Coyote Rock    | The Plastics Inventor       | Ye Olden Days                    | Trombone Trouble                     |
| 045 | Dog Watch                | The Greener Yard            | The Pied Piper                   | Spare the Rod                        |
| 046 | Social Lion              | Donald and Pluto            | In the Bag                       | Don Donald                           |
| 047 | Mickey's Rival           | Lighthouse Keeping          | Home Made Home                   | Chicken in the Rough                 |
| 048 | Mickey's Amateurs        | Father's Lion               | Blue Rhythm                      | Polar Trappers                       |
| 049 | The Little Whirlwind     | Chef Donald                 | T-Bone for Two                   | Wild Waves                           |
| 050 | Mickey Down Under        | Donald's Nephews            | Pueblo Pluto                     | Old MacDonald Duck                   |
| 051 | Mr. Mouse Takes a Trip   | Put-Put Troubles            | Ferdinand the Bull               | The Gallopin' Gaucho                 |
| 052 | Tugboat Mickey           | Uncle Donald's Ants         | Canine Patrol                    | Timber                               |
| 053 | Alpine Climbers          | Bellboy Donald              | The Delivery Boy                 | Grin and Bear It                     |
| 054 | Pluto, Junior            | Duck Pimples                | The Beach Party                  | Tea For Two Hundred                  |
| 055 | R'Coon Dawg              | Donald's Happy Birthday     | Mickey in Arabia                 | Early to Bed                         |
| 056 | Clock Cleaners           | Chicken Little              | Hold That Pose                   | Bootle Beetle                        |
| 057 | Mickey's Grand Opera     | The Riveter                 | The Sleepwalker                  | Donald's Gold Mine                   |
| 058 | Pluto's Blue Note        | Donald's Cousin Gus         | The Pet Store                    | Tiger Trouble                        |
| 059 | First Aiders             | Donald in Mathmagic Land    | Goofy and Wilbur                 | Bee at the Beach                     |
| 060 | Society Dog Show         | Clown of the Jungle         | How to Play Golf                 | Good Time for a Dime                 |
| 061 | Pluto's Housewarming     | No Sail                     | How to Be a Detective            | Mr. Duck Steps Out                   |
| 062 | Mickey's Service Station | Goofy's Glider              | Figaro and Frankie               | Wide Open Spaces                     |
| 063 | Straight Shooters        | Fathers are People          | Donald's Crime                   | Mickey's Kangaroo                    |
| 064 | The Eye Have It          | How to Swim                 | A Cowboy Needs a Horse           | Victory Vehicles                     |
| 065 | Canine Casanova          | Officer Duck                | Three Little Wolves              | How to Fish                          |
| 066 | The Practical Pig        | The Art of Self Defense     | Test Pilot Donald                | Man's Best Friend                    |
| 067 | Lion Around              | Father Noah's Ark           | Tomorrow We Diet                 | Private Pluto                        |
| 068 | Three Little Pigs        | How to Play Football        | Don's Fountain of Youth          | Teachers are People                  |
| 069 | Little Toot              | Cold War                    | Good Scouts                      | Steamboat Willie                     |
| 070 | The Army Mascot          | Old King Cole               | Two Gun Mickey                   | African Diary                        |
| 071 | Aquamania                | Peter and the Wolf          | The Fox Hunt                     |                                      |
| 072 | Woodland Cafe            | Cannibal Capers             |                                  |                                      |
| 073 | Donald's Penguin         | Casey at the Bat            | Orphan's Picnic                  | Little Hiawatha                      |
| 074 | Paul Bunyan              | The Three Caballeros        | Frank Duck Brings 'em Back Alive |                                      |
| 075 | The Big Bad Wolf         | Susie the Little Blue Coupe | Lake Titicaca                    |                                      |
| 076 | Mickey and the Beanstalk | Pluto's Quin-Puplets        |                                  |                                      |
| 077 | Sky Trooper              | Tortoise and the Hare       | Donald's Penguin                 | The Ugly Duckling                    |
| 078 | The Nifty Nineties       | Donald's Double Trouble     | Once Upon a Wintertime           | Donald's Diary                       |
| 079 | Trick or Treat           | Lonesome Ghosts             | The Skeleton Dance               | Donald Duck and the Gorilla          |
| 080 | Pluto's Christmas Tree   | Donald's Snow Fight         | The Art of Skiing                | Toy Tinkers                          |

## VHS
L'émission est sortie en VHS PAL au Royaume-Uni dans une collection de six volumes incluant chacun un épisode de Les Aventures de Winnie l'ourson, The Mouse Factory, Donald Duck Présente et Mousercise. Chaque cassette contenait un court-métrage d'animation Disney.